# Hong Kong Police Museum
Das Hong Kong Police Museum (chinesisch 香港警隊博物館) ist ein Museum in Hongkong, das der Geschichte und Arbeit der Hong Kong Police Force gewidmet ist. Es befindet sich in der restaurierten ehemaligen Wan Chai Gap Police Station auf dem Victoria Peak auf Hong Kong Island. Das Museum dokumentiert historische Entwicklungen der Polizei, bedeutende Kriminalfälle sowie Themen wie Triaden und Drogenbekämpfung.

## Geschichte
Die Ursprünge des Museums gehen auf das Jahr 1964 zurück, als das Police Historical Records Committee gegründet wurde, um historische Objekte und Dokumente zu sammeln. 1976 wurde erstmals eine kleine Ausstellung für die Öffentlichkeit zugänglich gemacht. Nach mehreren Zwischenstationen zog das Museum 1988 in das historische Gebäude der Wan Chai Gap Police Station ein und wurde offiziell am 25. November 1988 eröffnet. Von 2020 bis 2022 wurde das Museum umfassend modernisiert und im September 2022 neu eröffnet.

## Gebäude
Das Museumsgebäude ist ein historisches Bauwerk auf dem Wan Chai Gap. Es wurde 1932 erbaut und diente bis in die 1980er Jahre als Polizeistation. Das Museum umfasst rund 570 Quadratmeter Ausstellungsfläche.

## Sammlungen und Galerien
Das Museum verfügt über etwa 1.200 Exponate und ist in mehrere thematische Galerien gegliedert:
- Orientierungsgalerie. Geschichte der Polizei von der Kolonialzeit bis heute mit Uniformen, Orden, Dokumenten und historischen Fotos. Zu den Exponaten zählt u. a. die „Plague Medal“ von 1894 sowie Ausrüstungen chinesischer Constables.

- Narcotics Gallery. Thematisiert den Drogenhandel in Hongkong, inklusive einer nachgestellten Heroin-Küche und sichergestellter Substanzen.

- Triad Society Gallery. Gibt Einblick in die Struktur und Rituale der Triaden, inklusive Altar, Symbolik und historischen Waffen.

- Serious Crime Gallery. Präsentiert bedeutende Kriminalfälle der Stadtgeschichte, darunter Mordfälle und Entführungen. Rekonstruktionen, Fallakten und Videos veranschaulichen die Ermittlungsarbeit.

- Themen- und Sonderausstellungen. In einem separaten Bereich werden regelmäßig wechselnde Ausstellungen zu aktuellen Themen wie Cyberkriminalität, Polizeiarbeit im Wandel oder nationale Sicherheit gezeigt.

## Besuchsinformationen
- Adresse: 27 Coombe Road, Wan Chai Gap, The Peak, Hongkong
- Öffnungszeiten: Dienstag bis Sonntag 09:00–17:00 Uhr (Montags geschlossen, außer an Feiertagen)[1]
- Eintritt: Kostenlos
- Anreise: Über Buslinie 15 (ab Central Pier 5 bis Wan Chai Gap) oder zu Fuß über den Wan Chai Gap Trail

## Bedeutung
Das Museum ist Teil der kulturellen Infrastruktur Hongkongs und ein Ort des historischen Gedenkens. Es verbindet koloniale Polizeigeschichte mit modernen sicherheitspolitischen Themen und dient als Bildungsstätte für Öffentlichkeit, Schulen und Touristen. Das Gebäude ist zudem als historisches Baudenkmal eingestuft.